# Cleora sabulata
Cleora sabulata är en fjärilsart som beskrevs av Fletcher 1953. Cleora sabulata ingår i släktet Cleora och familjen mätare. Inga underarter finns listade i Catalogue of Life.